# Fort Boruta
Schron bojowy Boruta, błędnie nazywany fortem – obiekt dla broni maszynowej wzniesiony w Krzyżowej na wzgórzu 727. Uzbrojenie schronu – 3 ckm i rkm. Do prowadzenia ognia czołowego przeznaczony był ckm w kopule pancernej, której nie zamontowano. Planowaną załogę schronu stanowił 1 oficer, 12 podoficerów i szeregowych. Schron nie brał udziału w walkach. Po zakończeniu kampanii wrześniowej zdemontowano elementy wyposażenia. Obiekt zachowany w dobrym stanie, zarośnięty drzewami i krzakami.